# Rhoda Kalema
Rhoda Nakibuuka Nsibirwa Kalema (10 tháng 5 năm 1929 - 3 tháng 8 năm 2025) là một nữ chính trị gia người Uganda đã nghỉ hưu. Bà được gọi là "Người mẹ của Quốc hội".

## Tuổi thơ
Rhoda Kalema là một trong 24 người con của Martin Luther Nsibirwa, người đã hai lần được bổ nhiệm làm Katikkiro (Thủ tướng) của Vương quốc Buganda ở Uganda. Bà sinh vào tháng 5 năm 1929 tại Butikkiro, nơi cư trú chính thức của Katikkiro, trong khu phố Mengo của Kampala.
Kalema đã học trường trung học Gayaza trong một năm, và sau đó là trường cao đẳng King Budo trong phần còn lại của trường tiểu học và trung học. Bà đăng ký một khóa học thương mại trong đào tạo thư ký, và làm thư ký và bursar tại trường trung học Gayaza cho đến năm 1949. Năm 1950, bà kết hôn với William Kalema, một giáo viên tại King College Budo, người sau này trở thành một chính trị gia nổi tiếng và Bộ trưởng Thương mại của Chính phủ. Năm 1955, bà bắt đầu khóa học một năm về Công tác xã hội và Quản trị xã hội tại Newbattle Abbey, một trường đại học giáo dục dành cho người lớn ở Vương quốc Anh, sau đó là bằng Cao đẳng về nghiên cứu xã hội tại Đại học Edinburgh.   

## Sự nghiệp chính trị
Năm 1961, Grace Ibingira và Adoko Nyekon đã khởi xướng việc đưa Rhoda Kalema vào Quốc hội Nhân dân Uganda. Bà là một vụ trưởng của Phát triển Văn hóa và Cộng đồng trong chế độ của Binaisa. Tuy nhiên, sau cái chết của chồng bà vào năm 1972-ông bị bắt cóc và giết chết trong chế độ của Idi Amin  - Bà đã từ bỏ sự nghiệp chính trị cho đến năm 1979 khi, sau khi Idi Amin sụp đổ, cô tham gia vào Hội đồng Tư vấn Quốc gia (NCC) được thành lập bởi Mặt trận Giải phóng Quốc gia Uganda dưới thời Edward Rugumayo, với tư cách là một trong hai đại diện nữ giới. Năm 1980, bà là một trong những thành viên sáng lập Phong trào Yêu nước ở Nhật Bản (UPM).
Bà đã bị Cục nghiên cứu nhà nước bắt giữ ba lần: vào ngày 23 tháng 1 năm 1979; vào ngày 21 tháng 2 năm 1981 (khi bà và các chính trị gia khác bị bắt sau nhiều cuộc tấn công vào đồn cảnh sát ) và vào ngày 4 tháng 2 năm 1983.
Bà trở thành Thứ trưởng Bộ Dịch vụ Công cộng từ năm 1989 đến năm 1991 dưới thời Tổng thống Yoweri Museveni. Năm 1994, bà đại diện cho cuộc bầu cử Quốc hội lập hiến  với tư cách là đại diện của Kiboga và đánh bại 8 đối thủ nam giới sau khi chiếm 2/3 số phiếu bầu. Bà đã nghỉ hưu sau khi tài trợ một số chính trị gia đáng chú ý như Ruth Nankabirwa, Chief Whip trong Nội các của Uganda.
Rhoda Kalema được vinh danh vào năm 1996 bởi Diễn đàn Phụ nữ trong Dân chủ Uganda với tư cách là một "nhà lãnh đạo mang lại biến đổi". Vào ngày 13 tháng 3 năm 2018, bà đã nhận được giải thưởng Thành tựu trọn đời Công lý toàn cầu Sudreau từ Trường Luật Đại học Pepperdine và Tư pháp Uganda.